# Máhtsjávrrie
Máhtsjávrrie är en sjö i Arvidsjaurs kommun i Lappland och ingår i Piteälvens huvudavrinningsområde. Sjön har en area på 0,149 kvadratkilometer och ligger 331,7 meter över havet.

## Delavrinningsområde
Máhtsjávrrie ingår i det delavrinningsområde (730632-167101) som SMHI kallar för Mynnar i Lullejaurbäcken. Medelhöjden är 344 meter över havet och ytan är 1,59 kvadratkilometer. Det finns ett avrinningsområde uppströms, och räknas det in blir den ackumulerade arean 4,68 kvadratkilometer. Vattendraget som avvattnar avrinningsområdet har biflödesordning 4, vilket innebär att vattnet flödar genom totalt 4 vattendrag innan det når havet efter 159 kilometer. Avrinningsområdet består mestadels av skog (70 procent). Avrinningsområdet har 0,14 kvadratkilometer vattenytor vilket ger det en sjöprocent på 8,7 procent.